# 佐久間信之
佐久間 信之（さくま のぶゆき）は、江戸時代後期の旗本。佐久間信仍の次男。
宝暦元年（1751年）8月4日、父・信仍より家督（上野国邑楽郡（おおら）、山田郡に400石）を相続する。翌宝暦2年（1752年）9月10日、書院番に列せられ、同3年（1753年）7月14日に辞した。宝暦6年（1756年）6月10日、再び書院番に復帰。御弓場始の射手に選ばれ、時服金を賜った。
寛政3年（1791年）12月29日、書院番を辞した。寛政9年（1797年）7月25日、隠居。
家督を次男の信寿に譲り、11月23日に死去。享年68。